# Christoph Schlingensief

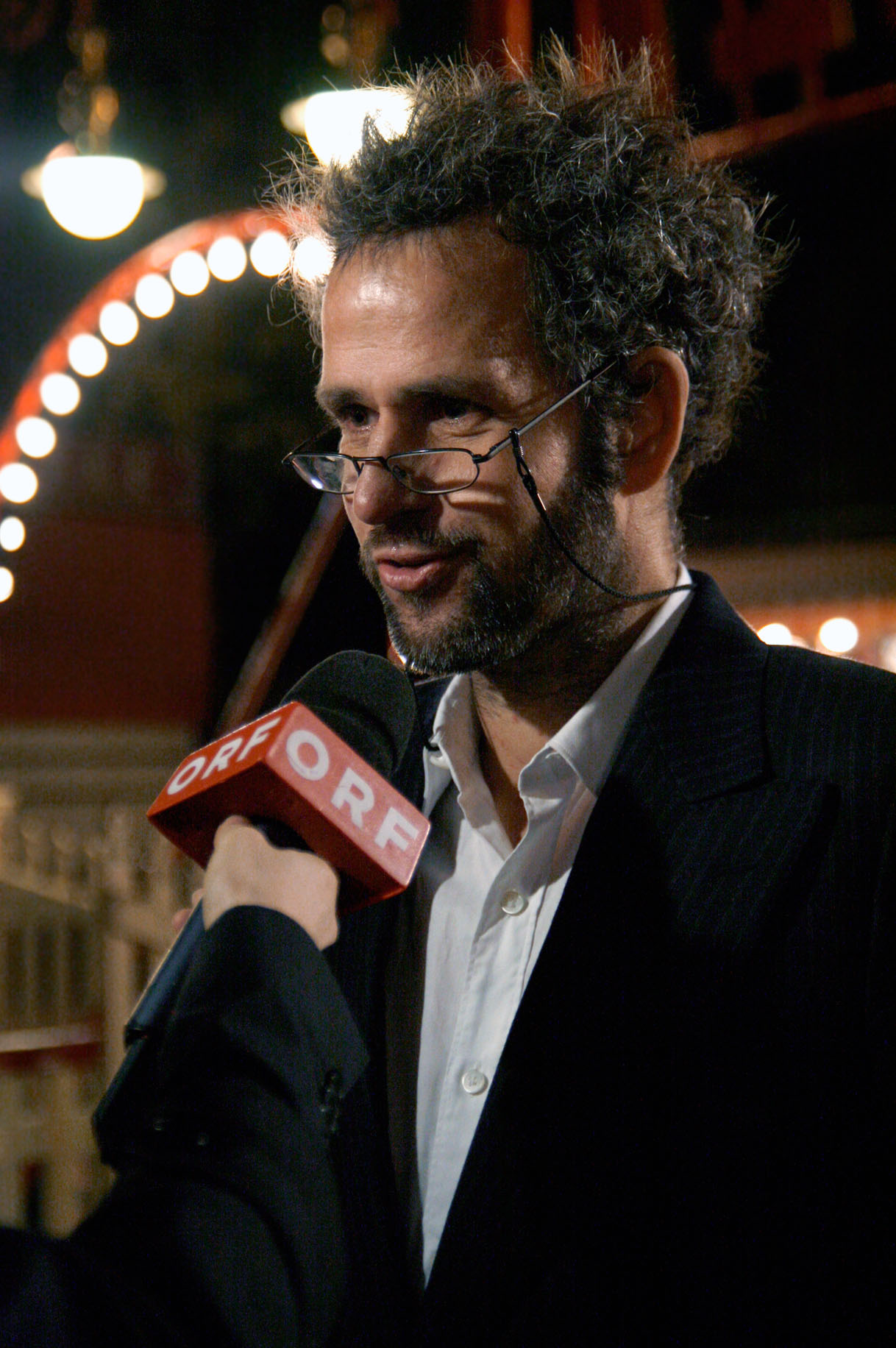
Christoph Schlingensief (Wien 2009)

Christoph Maria Schlingensief (* 24. Oktober 1960 in Oberhausen; † 21. August 2010 in Berlin) war ein deutscher Film- und Theaterregisseur, Autor und Aktionskünstler.

## Leben
Christoph Schlingensief wurde als Sohn des Apothekers Hermann Josef Schlingensief (1924–2007) und der Kinderkrankenschwester Anni Schlingensief, geborene Knipp (1926–2016), geboren. Mit zwölf Jahren begann Christoph Schlingensief, mit Schmalfilmen zu experimentieren. Dabei entstand unter anderem 1974 der Langfilm Das Totenhaus der Lady Florence. Im Keller seiner Eltern veranstaltete er „Kulturabende“, an denen damals noch junge Künstler wie Helge Schneider oder Theo Jörgensmann auftraten. Nach dem Abitur am Heinrich-Heine-Gymnasium in Oberhausen studierte er ab 1981 in München Germanistik, Philosophie und Kunstgeschichte. In dieser Zeit versuchte er sich als Musiker (Vier Kaiserlein, unter anderem mit Tobias Gruben) und begann seine Karriere als Filmregisseur. Als Assistent von Werner Nekes produzierte er seine ersten Kurzfilme. Sein erster Spielfilm war Tunguska – Die Kisten sind da im Jahr 1983.
Von 1983 bis 1986 hatte Schlingensief Lehraufträge an der Hochschule für Gestaltung Offenbach am Main und an der Kunstakademie Düsseldorf. 1986 bis 1987 war er der erste Aufnahmeleiter der Fernsehserie Lindenstraße, 1988 produzierte er das Fernsehspiel Schafe in Wales für das ZDF. Es folgten provozierende Spielfilme, zum Beispiel seine Deutschlandtrilogie (100 Jahre Adolf Hitler – Die letzte Stunde im Führerbunker (1989), Das deutsche Kettensägenmassaker (1990) und Terror 2000 (1992)), mit der er erstmals größere Bekanntheit als Regisseur erlangte. Die Handlungen oder Dialoge seiner Filme beziehen sich teilweise auf bekannte Spielfilme. So ist beispielsweise Terror 2000 angelehnt an Mississippi Burning von Alan Parker, Die 120 Tage von Bottrop an Die 120 Tage von Sodom von Pier Paolo Pasolini oder Mutters Maske an Veit Harlans Opfergang. Einige seiner Drehbücher schrieb Schlingensief mit Unterstützung von Oskar Roehler. Als Bühnenbildner nutzte Schlingensief das Pseudonym Thekla von Mülheim.
Seine Karriere als Theaterregisseur begann Schlingensief 1993 mit dem Stück 100 Jahre CDU – Spiel ohne Grenzen an der Volksbühne Berlin. Zwischen 1993 und 2006 verwirklichte er zahlreiche Projekte innerhalb und außerhalb des Theaters. Bei dem 1996 für die Berliner Volksbühne inszenierten Stück Rocky Dutschke '68 arbeitete Schlingensief erstmals mit Menschen mit einer geistigen Behinderung, gelernten Schauspielern und Laien gemeinsam. 2002 folgte eine weitere Zusammenarbeit mit Menschen mit Behinderung für die TV-Show Freakstars 3000 für den Musikfernsehsender VIVA. Seit 2004 folgten Operninszenierungen in Bayreuth und Manaus. In Bayreuth freundete Schlingensief sich auch mit der US-amerikanischen Punkmusikerin und -Poetin Patti Smith an. Auf Grund der Aufmerksamkeit, die seine Projekte an der Volksbühne Berlin erfuhren, wurde er zu Produktionen an den großen Schauspielhäusern in Hamburg, Zürich und Wien eingeladen.
Am 31. August 1997 wurde er während seiner Kunstaktion Mein Filz, mein Fett, mein Hase auf der documenta X in Kassel von der Polizei festgenommen, nachdem er mit Unterstützung weiterer Aktivisten mehrere Schilder mit der Aufschrift „Tötet Helmut Kohl“ öffentlich präsentiert hatte, dazu skandierten die Teilnehmer diese Aufforderung durch Megafone und Lautsprecher. Er rief auch „künstlerisch“ dazu auf, den FDP-Politiker Jürgen Möllemann zu töten.
Ende 1997 wurden im Programmfenster Kanal 4 acht Folgen der Talkshow Talk 2000 ausgestrahlt, in der Schlingensief, bis auf eine Ausnahme, jeweils zwei Gäste interviewte (und zwar Helmut Berger, Walter Bockmayer, Rolf Eden, Gotthilf Fischer, Carl Alexander Prinz von Hohenzollern, Udo Kier, Hildegard Knef, Konrad Kujau, Rudolph Moshammer, Kitten Natividad, Sophie Rois, Harald Schmidt, Ingrid Steeger, Beate Uhse, Lilo Wanders).
1998 gründete er die Partei Chance 2000 und zog mit ihr in den Bundestagswahlkampf.

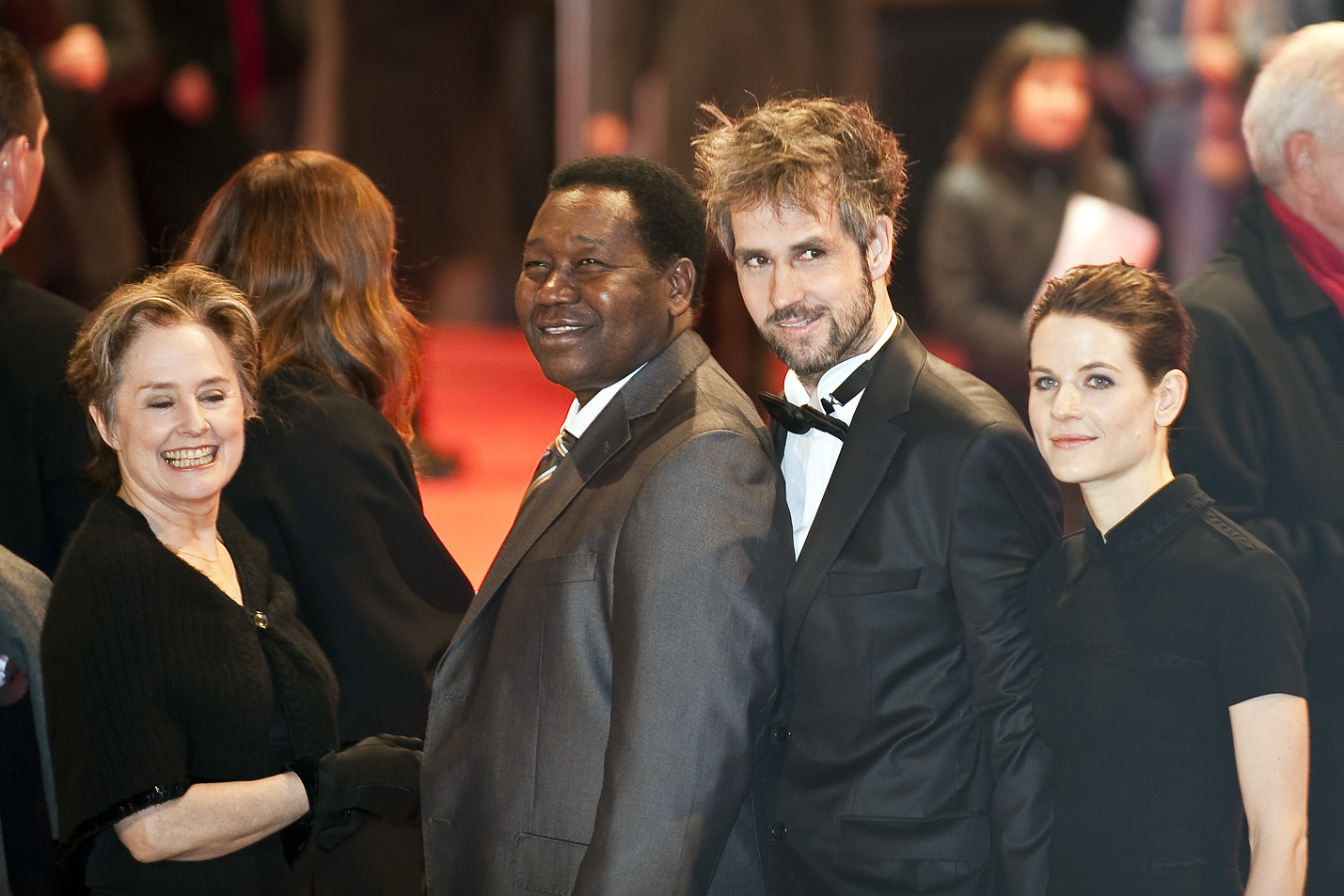
Christoph Schlingensief mit Alice Waters, Gaston Kaboré und Aino Laberenz (Berlinale 2009)

Im Jahr 2005 bewarb sich Schlingensief um die Intendanz am Deutschen Theater in Berlin. Im Falle eines Erfolgs wollte er Unsere Leichen leben noch frei nach Rosa von Praunheim als Eröffnungspremiere inszenieren.
Anfang 2008 wurde bei Schlingensief Lungenkrebs diagnostiziert. Infolge seiner Krankheit wurde ihm der linke Lungenflügel entfernt. Im Dezember 2008 wurden in der verbliebenen rechten Lunge neu entstandene Metastasen diagnostiziert. Nach einer neuen, schweren Krebsdiagnose sagte Schlingensief im Juli 2010 seine für das Kulturfestival Ruhrtriennale geplante Produktion S.M.A.S.H. – In Hilfe ersticken kurzfristig ab. Seine folgenden Inszenierungen Mea Culpa und Eine Kirche der Angst vor dem Fremden in mir sind sehr persönliche Auseinandersetzungen mit seinem Krebsleiden.
Im Februar 2009 war er Jurymitglied der Internationalen Filmfestspiele Berlin (Berlinale). Im April 2009 wurde er vom niedersächsischen Kulturminister Lutz Stratmann auf die Professur für Kunst in Aktion an die Hochschule für Bildende Künste Braunschweig für die nächsten fünf Jahre berufen. Gleichzeitig stellte Schlingensief das Projekt Geschockte Patienten – Wege zur Autonomie vor, das das Ziel verfolgt, ein Netzwerk von Erkrankten aufzubauen, das Erkrankte dabei unterstützen soll, in der ersten Zeit nach ihrer Diagnose ihre Autonomie zu bewahren und sie zu bestärken, sich nicht aufgrund ihrer Krankheit aufzugeben.
Am 1. August 2009 heiratete Schlingensief seine langjährige Lebensgefährtin, die Kostüm- und Bühnenbildnerin Aino Laberenz.
Christoph Schlingensief starb am 21. August 2010 im Alter von 49 Jahren an den Folgen seiner Lungenkrebserkrankung. Er wurde auf dem Dorotheenstädtischen Friedhof II in Berlin beigesetzt. Eines seiner letzten Projekte war die Aufführung der Oper Metanoia von Jens Joneleit, an der er zusammen mit René Pollesch arbeitete. Die Uraufführung fand am 3. Oktober 2010 an der Berliner Staatsoper statt.

## Aktionen
Seine Theater-Performance im Bundestagswahlkampf 1998, die Gründung der Partei Chance 2000, kann als Versuch gesehen werden, die Grenze zwischen Kunst und Politik zu verwischen. Der mediale Höhepunkt war die Einladung zur Aktion Baden im Wolfgangsee. Hierzu lud Schlingensief alle sechs Millionen deutschen Arbeitslosen zum Baden im Wolfgangsee ein, an dessen Ufer Helmut Kohls Ferienhaus in Sankt Gilgen stand. Ziel der Aktion war eine Erhöhung des Wasserspiegels, so dass Kohls Ferienhaus überflutet wird. Die Aktion erzeugte große Aufmerksamkeit, die Teilnahme daran war jedoch gering. Insgesamt nahmen deutlich weniger als 100 Personen an der Aktion teil.

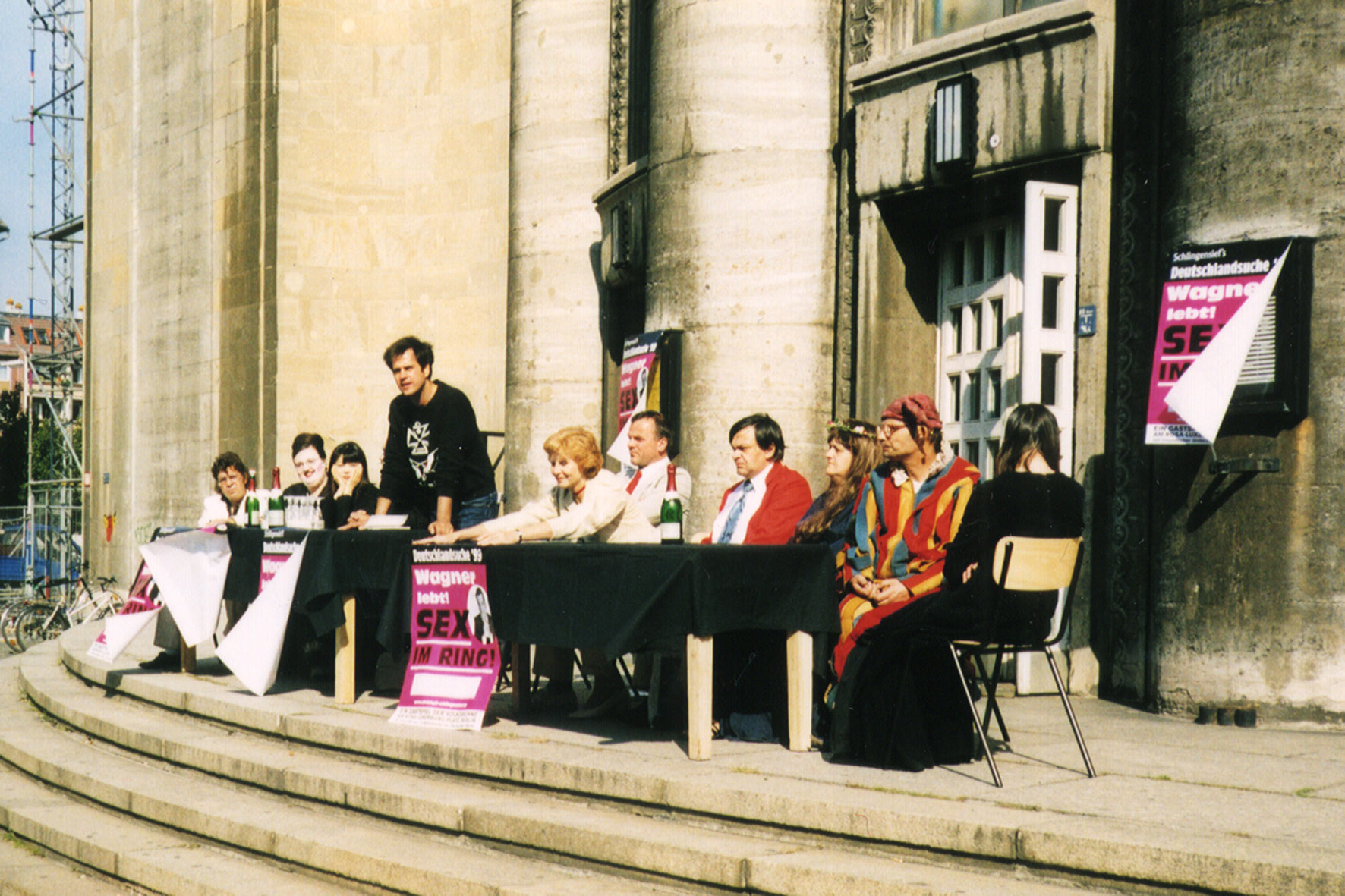
Schlingensief startete am 17. September 1999 seine Aktion Deutschlandsuche 99 an der Volksbühne in Berlin

Die Partei nannte Schlingensief die Partei der Arbeitslosen und von der Gesellschaft Ausgegrenzten. Ihr Wahlslogan hieß Scheitern als Chance!. Daraus entstand 1999 das Büchlein: Wähle Dich Selbst – Chance 2000 mit Wahlkampfzirkus und Aktionen wie Rundgesprächen: Wir lernen sprechen. Seine Partei Chance 2000 erreichte bei der Bundestagswahl 1998 einen Stimmenanteil von 0,058 %. Im Lautsprecherverlag erschien im Frühjahr 1999 unter Mitarbeit von Christoph Schlingensief eine ausführliche Buchdokumentation zu Chance 2000, mit Texten von Elfriede Jelinek, Benjamin von Stuckrad-Barre, Rainald Goetz, Johannes Finke, Diedrich Diederichsen, Dirk Baecker und Carl Hegemann.
1999 lud ihn die Alfred Herrhausen Gesellschaft, die Kulturstiftung der Deutschen Bank, zu einer Aktion vor einer geschlossenen Gesellschaft von 200 geladenen Gästen (darunter auch Bundeskanzler Gerhard Schröder) ein. Schlingensief kündigte eine Inszenierung mit dem Titel Rettet den Kapitalismus – schmeißt das Geld weg an. Für ein Jugendtheater-Projekt im kriegszerstörten Jugoslawien wollte er 100 000 Mark sammeln. Sollte diese Summe nicht zusammenkommen, wollte er das Geld in kleinen Scheinen von einem Balkon des Berliner Reichstags werfen. Vor der Realisierung sagte Brigitte Seebacher-Brandt, Chefin der Stiftung und Witwe von Willy Brandt, die Aktion ab. Im selben Jahr wurde Schlingensief vom MoMA PS1 nach New York eingeladen und inszenierte an der Freiheitsstatue die Aktion „Deutschland versenken“.
Im Jahr 2000 installierte Schlingensief im Rahmen der Wiener Festwochen einen Container, der als Vorbild die Fernseh-Show Big Brother hatte und in dem sich Asylsuchende befanden. Durch Abstimmungen konnte das Publikum entscheiden, welcher Teilnehmer den Container und das Land verlassen musste. Das Projekt wurde unter dem Namen Ausländer raus! Schlingensiefs Container bekannt. Die Aktion wurde durch den Regisseur Paul Poet als Dokumentation verfilmt.
Seit Januar 2009 arbeitete Schlingensief an seinem Projekt Operndorf Afrika (ursprünglich Festspielhaus Afrika genannt). Im westafrikanischen Ouagadougou, Burkina Faso, wurde im Februar 2010 der Grundstein für das Festspielhaus gelegt.
Christoph Schlingensief plante, 2011 den deutschen Pavillon bei der Biennale von Venedig zu gestalten, der von der Kuratorin Susanne Gaensheimer verantwortet werden sollte. Der Maler Gerhard Richter hatte sich mit scharfen Worten gegen die Berufung von Schlingensief gewandt. Posthum wurde Schlingensief am Eröffnungstag der Biennale, am 4. Juni 2011, der Goldene Löwe für den besten nationalen Beitrag zugesprochen.

## Rezeption
1997 nannte ihn der Kritiker C. Bernd Sucher in der Süddeutschen Zeitung noch euphorisch „einen der letzten Moralisten unter den deutschen Theatermachern“, der nicht um der Provokation willen provoziere, sondern „trotzig wie ein Kind und starrsinnig wie ein Weiser auf die herrschenden Verhältnisse“ reagiere. Dies bestritten in den darauffolgenden Jahren einige Kritiker, die Schlingensief Provokation um der Provokation willen nachsagten. Der „Schlingensief’sche Verwertungskosmos“, so René Hamann in der taz vom 17. Januar 2007, „diese sich selbst verdauende Referenzhölle“ mache Kritiker zu Frontberichterstattern. Hamanns Fazit: „Aber um Erkenntnis, Sichtung, Licht geht es bei Schlingensief schon lange nicht mehr.“
Mit seinem Parsifal, den er in Bayreuth inszenierte, erntete Schlingensief Kritikerlob, das der genannten Referenzhölle mehr Sinn denn je zusprach. Eleonore Büning schrieb in der FAZ vom 4. August 2007: „Doch hat sich Schlingensief auf der rotierenden Drehbühne aus Nomadenbauten und multifunktionalen Kinoleinwänden ein Einsteinsches Raum-Zeit-Kontinuum geschaffen, darin Tod, Auferstehung und Wiedergeburt zu einem Mirakel zusammenfallen. Vielleicht kam bisher kein ‚Parsifal‘-Regisseur dem Raum-Zeit-Gefüge der Wagnerschen Musik näher als Schlingensief. Es gibt keine linear zu erzählende Geschichte mehr in diesem ‚Parsifal‘, alles geschieht simultan.“
In seiner Kritik von Schlingensiefs nachfolgender, vom Krankenbett aus inszenierter Oper, Jeanne d’Arc von Walter Braunfels, bezieht sich Gerhard R. Koch auf den Parsifal und erkennt in beiden Produktionen ein inszenatorisches Prinzip:
„Wie bei seinem Bayreuther „Parsifal“ hat Schlingensief filmisch-surrealistisch disparate Schichten übereinanderkopiert: ein Gewirr von Bedeutungsebenen, multipler individueller Mythologien. […] So konterkariert er eingangs Johannas Flammentod mit Filmaufnahmen der Totenverbrennung in Nepal, wobei sich Bilder eines anderen Verständnisses von Leben und Sterben, Alltag und Touristengetriebe verwirrend amalgamieren. […] Schlingensief geht es um verschiedene Aggregatzustände religiösen Wahns, wüste Verformungen der Wirklichkeit […]“
In den Jahren 2008 und 2009 stellte Schlingensief seine Krebserkrankung in den Mittelpunkt seiner Arbeit.
Einzelne Rezensenten entziehen sich der Aufgabe, daran Kritik zu üben, vor allem an der Kirche der Angst (Ruhrtriennale 2008), mit der Begründung, man könne ein solch persönliches Werk, das sich dermaßen mit dem Schicksal einer Einzelperson beschäftigt, nicht rezensieren. Eva Behrendt fasst jedoch in Theater heute vom Januar 2009 zusammen: „Am unheimlichsten ist, wie konsequent Schlingensief sich als Material benutzt […] Seine existenziellen Erfahrungen sind schließlich anschlussfähig. […] Wie schon in früheren Inszenierungen fordert der Regisseur das Nachdenken über Theater als solches heraus. Unsere insgeheimen Fragen – Ist das noch Kunst? Wie verändert Anteilnahme den Blick? Darf man das Kunstwerk noch ablehnen? – belegen, dass hier viel mehr auf dem Spiel steht als sonst. Kunst wird am Krankheitsfall auf Leben und Tod gedacht.“
Und die SZ schreibt zur darauffolgenden Inszenierung, Mea Culpa: „Wer jetzt wieder ächzt, hier sei ein unbotmäßiger Narzisst am Werk, der sein Leben ausschlachtet und zur Kunst stilisiert, sperrt sich gegen die Teilhabe, die Schlingensief uns gewährt. Es gibt nicht viele Theaterabende, die so ganzheitlich, so überzeugend authentisch – und dazu auch noch so multimedial ausgefeilt – an die wirklich letzten Dinge rühren.“
In einem Nachruf schrieb Wolfgang Höbel im Spiegel: Schlingensief wollte „ein Aufklärer sein, ein Bußprediger und Mahner“, letztendlich hätte Deutschland „einen Kultur-Superstar in ihm gefunden“, der seine größte Wirkung in genialem „Blödsinn“ hatte, mit dem er „den gepflegten deutschen Kulturschrebergarten aufwühlte“. Aus dem ehemaligen „Schund-Filmemacher und Provokationstheaterkünstler, dem umstrittenen Opernregisseur und abseitigen Kunstaktionisten“ sei eine „Art Heiligenfigur zu Lebzeiten“ geworden, der sich „selber wunderte, wie massiv ihm durch sein öffentliches Sterben die Sympathien und die Anerkennung der Menschen plötzlich zuflogen“.
Auf die Frage „Haben Sie einen Helden, der Ihnen fehlt?“ antwortete der Schauspieler Lars Eidinger: „Christoph Schlingensief. Zu dem habe ich aufgesehen.“

## Auszeichnungen und Ehrungen
- 1985: Nordrheinwestfälischer Produzentenpreis für Tunguska – Die Kisten sind da
- 1986: Förderpreis des Landes Nordrhein-Westfalen
- 1987: Förderpreis zum Ruhrpreis für Kunst und Wissenschaft der Stadt Mülheim an der Ruhr
- 2003: Hörspielpreis der Kriegsblinden für Rosebud
- 2005: Filmpreis der Stadt Hof
- 2007: Ruhrpreis für Kunst und Wissenschaft
- 2009: Berliner Bär (B.Z.-Kulturpreis)
- 2009: Nestroy-Theaterpreis-Nominierung für die Beste Regie von Mea Culpa. Eine ReadyMadeOper am Wiener Burgtheater
- 2010: Helmut-Käutner-Preis
- 2010: Bambi (posthum)
- 2011: 3sat-Preis (für die Inszenierung des Stücks Via Intolleranza II)
- 2011: Hein-Heckroth-Bühnenbildpreis (posthum)
- 2011: Goldener Löwe der Biennale di Venezia für den besten nationalen Beitrag (Deutscher Pavillon) (posthum)
- 2012: Umbenennung der Pacellistraße in Oberhausen in Christoph-Schlingensief-Straße[34]
- 2012: Umbenennung der Rheinischen Förderschule Oberhausen in Christoph-Schlingensief-Schule
- 2015: Konrad-Wolf-Preis (posthum)
- 2018: Karlheinz-Böhm-Preis für das Operndorf Afrika in Burkina Faso (posthum)

## Werkübersicht (Auswahl)

### Filme (Regie)
- 1974: Das Totenhaus der Lady Florence

- 1977: Mensch Mami, wir dreh’n ’nen Film
- 1982: Wie würden Sie entscheiden?
- 1982: Für Elise
- 1983: Die Ungenierten kommen – What happened to Magdalena Jung?
- 1983: Phantasus muss anders werden – Phantasus go home
- 1984: Tunguska – Die Kisten sind da (mit Alfred Edel und Irene Fischer)
- 1985: My Wife in 5[35]
- 1986: Die Schlacht der Idioten
- 1986: Menu Total (mit Helge Schneider, Anna Fechter)
- 1986: Egomania – Insel ohne Hoffnung (mit Tilda Swinton)
- 1988: Schafe in Wales (TV)
- 1988: Mutters Maske (mit Helge Schneider)
- 1989: 100 Jahre Adolf Hitler – Die letzte Stunde im Führerbunker
- 1990: Das deutsche Kettensägenmassaker
- 1992: Terror 2000 – Intensivstation Deutschland
- 1994: Tod eines Weltstars – Udo Kier (Fernsehen)
- 1994: 00 Schneider – Jagd auf Nihil Baxter (Co-Regie)
- 1996: United Trash
- 1997: Die 120 Tage von Bottrop
- 2004: Freakstars 3000

### Filme (Kamera und Schnitt)
- 1987: Stangenfieber

### Filme (Schauspieler)
- 1969: Die Schulklasse[35]
- 1974: Das Totenhaus der Lady Florence
- 1982: Für Elise
- 1983: Phantasus muss anders werden – Phantasus go home
- 1984: Tunguska – Die Kisten sind da
- 1985: My Wife in 5[35]
- 1986: Johnny Flash
- 1992: Terror 2000 – Intensivstation Deutschland
- 1992: Gossenkind
- 1993: Domenica
- 1994: Tod eines Weltstars – Udo Kier (Fernsehen)
- 1994: Abschied von Agnes
- 1996: United Trash
- 1997: Silvester Countdown
- 1997: Die 120 Tage von Bottrop
- 2003: Hamlet X
- 2004: Freakstars 3000
- 2004: Silentium

### Fernsehen
- 1994: Udo Kier – Tod eines Weltstars (WDR)
- 1997: Talk 2000 (RTL und Sat.1, im Kulturfenster Kanal 4)[36][37]

- 2000: U 3000 (MTV Germany)
- 2002: Freak Stars 3000 (VIVA)
- 2002: alfredissimo!
- 2002–2004: Durch die Nacht mit … (ZDF)
- 2009: Die Piloten

### Theater
- 1993: 100 Jahre CDU – Spiel ohne Grenzen (Volksbühne Berlin)
- 1994: Kühnen ’94 – Bring mir den Kopf von Adolf Hitler (Volksbühne Berlin)
- 1995: Hurra, Jesus! Ein Hochkampf! (Steirischer Herbst, Graz)
- 1996: Rocky Dutschke ’68 (Volksbühne Berlin)
- 1997: Schlacht um Europa I–XLII (Volksbühne Berlin)
- 1998: Artisten in der Zirkuskuppel – Ratlos (Volksbühne Berlin)
- 2001: Berliner Republik (Volksbühne Berlin)
- 2001: Erster imaginärer Opernführer (Zusammen mit Alexander Kluge, Volksbühne Berlin)
- 2001: Hamlet (nach William Shakespeare, Schauspielhaus Zürich)
- 2001: Rosebud (Volksbühne Berlin)
- 2002: Quiz 3000 – Du bist die Katastrophe (Volksbühne Berlin)
- 2003: ATTA ATTA – Die Kunst ist ausgebrochen (Volksbühne Berlin)
- 2003: Bambiland (nach Elfriede Jelinek, Burgtheater, Wien)
- 2004: Attabambi-Pornoland (nach Elfriede Jelinek, Schauspielhaus Zürich)
- 2004: Kunst und Gemüse (Einladung zum Berliner Theatertreffen, Volksbühne Berlin) mit Angela Jansen
- 2005: Fickcollection, A. Hipler (deutschlandweite Theatertournee)
- 2005: African Twintowers – der Ring 9/11 (Namibia)
- 2006: Area 7 Matthäusexpedition (Burgtheater, Wien)
- 2006: Kaprow City (Volksbühne Berlin)
- 2008: Eine Kirche der Angst vor dem Fremden in mir (Gebläsehalle im Landschaftspark Duisburg-Nord)[38]
- 2008: Der Zwischenstand der Dinge (Maxim-Gorki-Theater, Berlin)
- 2009: Mea Culpa – eine ReadyMadeOper (Burgtheater, Wien)[39]
- 2009: Sterben lernen[40]
- 2010: Remdoogo – Via Intolleranza II (KunstenFestivalesArts Brüssel, Kampnagel Hamburg, Burgtheater Wien, Bayerische Staatsoper München)[41][42]

### Aktionen
- 1997: Mein Filz, mein Fett, mein Hase – 48 Stunden Überleben für Deutschland (documenta X, Kassel)
- 1997: Passion Impossible – 7 Tage Notruf für Deutschland (Deutsches Schauspielhaus, Hamburg)
- 1998: CHANCE 2000 – Wahlkampfzirkus, Wahlkampf, Baden im Wolfgangsee, Wahlkampftournee
- 1998: 7 Tage Entsorgung für Graz (Graz)
- 1998/99: CHANCE 2000 – Dialog im Zirkus: „Wähle dich selbst“[43] als Teil des Wahlkampfzirkus, Berlin
- 1999/2000: Deutschlandsuche '99
- 2000: Ausländer raus! Schlingensiefs Container
- 2000: Bitte liebt Österreich (Wiener Festwochen)
- 2002: Aktion 18 – Tötet Politik!
- 2003: Church of Fear (Biennale Venedig)
- 2004: Parsifal (Volkspalast), Palast der Republik, Berlin[44]
- 2004: Wagner-Rallye (Ruhrfestspiele Recklinghausen)
- 2005: Der Animatograph (Island/Deutschland, Reykjavík Arts Festival)
- 2006: Chickenballs – Der Hodenpark (Museum der Moderne Salzburg)

### Musiktheater
- 2004–2007: Parsifal (Bayreuther Festspiele)
- 2007: Der Fliegende Holländer (Teatro Amazonas, Manaus, Brasilien)
- 2007: Freax (Oper von Moritz Eggert im Rahmen des Internationalen Beethovenfestes Bonn)
- 2008: Jeanne d’Arc – Szenen aus dem Leben der Heiligen Johanna, Oper von Walter Braunfels (szenische Uraufführung), Deutsche Oper Berlin
- 2009: Mea Culpa, eine Readymade-Oper, Burgtheater, Wien
- 2010: Metanoia. Über das Denken hinaus, Oper von Jens Joneleit (Uraufführung), Staatsoper Berlin im Schillertheater

### Ausstellungen
- 2006: Ragnarök, Installation des Animatographen (Museum der bildenden Künste Leipzig)
- 2007: 18 Bilder pro Sekunde (Haus der Kunst München)
- 2007: Querverstümmelung (Migros Museum Zürich)
- 2007: Trem Fantasma, Installation einer Operngeisterbahn (São Paulo, Brasilien)
- 2008: Stairlift to Heaven, Installation im Rahmen der Ausstellung Double Agent (ICA London)
- 2008: Der König wohnt in mir (Kunstraum Innsbruck)
- 2008: Innocence 1965–2008, im Rahmen der Ausstellung „To Burn Oneself With Oneself – The Romantic Damage Show“ (De Appel, Amsterdam)
- 2008: mozartballs, my first homosexual production (Galerie Thiele Linz)
- 2008: Trace du Sacré (Centre Pompidou)
- 2008: Medium Religion (Zentrum für Kunst und Medientechnologie Karlsruhe)
- 2010: Patti Smith & Christoph Schlingensief (Galerie Sonja Junkers, München)[45]
- 2013/14: Solo-Ausstellung (KW Institute for Contemporary Art, Berlin)
- 2014: Solo-Ausstellung (MoMA PS1, New York)
- 2014: Solo-Ausstellung (Malmö Konsthall, Malmö)

### Hörspiele (Auswahl)
- 1997: Rocky Dutschke ’68 (WDR)
- 1999: Lager ohne Grenzen. Europäische Benefizveranstaltung gegen den Krieg (WDR/DLR)[46]
- 2002: Rosebud (WDR)[47]
- 2012: Ich weiß ich war’s – Gesprochen von Christoph Schlingensief und Martin Wuttke; Verlag: Roof Music – (Label: tacheles! 280min.) ISBN 978-3-86484-665-6 (Ausgewählt und herausgegeben von Aino Laberenz)[48][49]

### Bücher und CDs (Auswahl)

#### Tagebuch
- Christoph Schlingensief: So schön wie hier kanns im Himmel gar nicht sein! Tagebuch einer Krebserkrankung. Kiepenheuer & Witsch, Köln 2009, ISBN 978-3-462-04111-8.
- Christoph Schlingensief, Aino Laberenz (Hrsg.): Ich weiß, ich war’s. Kiepenheuer & Witsch, Köln 2012, ISBN 978-3-462-04242-9.[50]

#### Interviews und Gespräche
- Gero von Boehm: Christoph Schlingensief. 30. November 2009. Interview in: Begegnungen. Menschenbilder aus drei Jahrzehnten. Collection Rolf Heyne, München 2012, ISBN 978-3-89910-443-1, S. 693–701.
- Engagement und Skandal, Gespräch zwischen Josef Bierbichler, Christoph Schlingensief, Harald Martenstein und Alexander Wewerka, mit einem Essay von Diedrich Diederichsen, 1998, Alexander Verlag.
- Christoph Schlingensief: Kein falsches Wort jetzt. Gespräche. Kiepenheuer & Witsch, Köln 2020, ISBN 978-3-462-05508-5 (Ausgewählt und herausgegeben von Aino Laberenz).

#### Zum Leben und Werk
- Chance 2000 – Wähle Dich selbst, Autoren: Christoph Schlingensief & Carl Hegemann, 1998, Verlag Kiepenheuer & Witsch, KiWi 513, ISBN 978-3-462-02773-0.
- Dialog im Zirkus – Wir lernen sprechen,[43], CHANCE 2000, Christoph Schlingensief, Farah Lenser, Heiner Benking, in: Wähle Dich Selbst, Büchlein zum Wahlkampfzirkus, 1999.
- Chance 2000 Die Dokumentation. Johannes Finke, Matthias Wulff. 1999, Lautsprecher-Verlag.
- Zum Kapital – Als Christoph Schlingensief das Unsichtbare gesucht hat. Johannes Stüttgen / Christoph Schlingensief. 2000, FIU-Verlag.
- Thekla Heineke (Hrsg.), Sandra Umathum (Hrsg.): Christoph Schlingensiefs »Nazis rein« Suhrkamp, Frankfurt 2002, ISBN 978-3-518-12296-9.
- Rosebud. 2002, Kiepenheuer & Witsch, ISBN 3-462-03101-5.
- Schlingensiefs Freakstars 3000. Christoph Schlingensief. Audio-CD, 2002, DHV Der Hörverlag.
- Rosebud. Audio-CD, ausgezeichnet mit dem Hörspielpreis der Kriegsblinden, 2004, Patmos.
- Räumungen – Von der Unverschämtheit, Theater für ein Medium der Zukunft zu halten. Mit Beiträgen von Christoph Schlingensief, Matthias Hartmann, Albert Ostermaier u. vor allem, 2000, Alexander Verlag Berlin.
- Ausbruch der Kunst. Politik und Verbrechen. Band II. Carl Hegemann (Hrsg.). Mit Josef Bierbichler, Bazon Brock, Boris Groys, Thomas Hausschild, Carl Hegemann, Péter Nádas, Christoph Schlingensief, Peter Sloterdijk, Frank-Patrick Steckel und Peter Weibel, Alexander-Verlag, Berlin 2004, ISBN 978-3-89581-089-3.
- Alice Koegel, Kasper König (Hrsg.), Michael Eldred (Übersetzer): AC: Christoph Schlingensief Church of Fear. [Ausstellung: AC: Christoph Schlingensief: Church of Fear, Museum Ludwig Köln, 29. Juli 2005–2030 Oktober 2005, Interviews von Hans Ulrich Obrist und Alice Koegel, Text von Jörg van der Horst], König, Köln 2005, ISBN 978-3-88375-994-4 (deutsch und englisch).
- Teresa Kovacs, Peter Scheinpflug, Thomas Wortmann (Hrsg.): Schlingensief-Handbuch : Leben, Werk, Wirkung, Heidelberg : J.B. Metzler, 2025
- Edition Burgtheater, Mea Culpa Aufzeichnung aus dem Burgtheater von Alexander Ratter und Moritz Grewenig, DVD, HOANZL, Wien 2009.
- Kaspar Mühlemann: Christoph Schlingensief und seine Auseinandersetzung mit Joseph Beuys. Mit einem Nachwort von Anna-Catharina Gebbers und einem Interview mit Carl Hegemann (Europäische Hochschulschriften, Reihe 28: Kunstgeschichte, Bd. 439), Frankfurt am Main u. a.: Peter Lang Verlag 2011, ISBN 978-3-631-61800-4.
- Roman Berka: Christoph Schlingensiefs Animatograph. Zum Raum wird hier die Zeit, Reihe Edition Transfer hg. von Christian Reder, Springer Wien – New York 2011, ISBN 978-3-7091-0489-7.
- Pia Janke / Teresa Kovacs (Hrsg.): Der Gesamtkünstler. Christoph Schlingensief. (= Diskurse.Kontexte.Impulse, Bd. 8) Wien: Praesens Verlag 2011, ISBN 978-3-7069-0667-8.
- Frank Piontek: Richard Wagner, Parsifal, Werkschau Premiere Bayreuth 2004, Hintergründe zur Parsifalinszenierung von Christoph Schlingensief 2004 in Bayreuth, audiotransit Bayreuth 2004, EAN 4260070930010 (Hörbuch).
- Benjamin Wihstutz: Der andere Raum: Politiken sozialer Grenzverhandlung im Gegenwartstheater, Zürich: Diaphanes Verlag 2012, ISBN 978-3-03734-253-4.
- Lore Knapp: Formen des Kunstreligiösen. Peter Handke – Christoph Schlingensief. München: Fink 2015, ISBN 978-3-7705-5887-2.
- Sarah Ralfs: Theatralität der Existenz: Ethik und Ästhetik bei Christoph Schlingensief. transcript Verlag, 2019, ISBN 978-3-8394-4666-9.
- Giovanna-Beatrice Carlesso: Theater, Terror, Tod: Das Künstlerdrama von Christoph Schlingensief. transcript Verlag, 2024, ISBN 978-3-8394-7192-0.

#### Lexikonartikel
- Christian Gefert: Schlingensief, Christoph. In: Manfred Brauneck, Wolfgang Beck (Hrsg.): Theaterlexikon 2. Schauspieler und Regisseure, Bühnenleiter, Dramaturgen und Bühnenbildner. Unter Mitarbeit von Werner Schulze-Reimpell. rowohlts enzyklopädie im Rowohlt Taschenbuch Verlag, Reinbek bei Hamburg 2007, ISBN 978-3-499-55650-0, S. 642 f.
- Manfred Hobsch, Ralf Krämer, Klaus Rathje: Filmszene D. Die 250 wichtigsten jungen deutschen Stars aus Kino und TV. Schwarzkopf & Schwarzkopf, Berlin 2004, ISBN 3-89602-511-2, S. 364 ff.
- Jörg Schöning, Dietrich Kuhlbrodt: Christoph Schlingensief – Regisseur. In: CineGraph – Lexikon zum deutschsprachigen Film, Lieferung 15, 1989.
- C. Bernd Sucher (Hrsg.): Theaterlexikon. Autoren, Regisseure, Schauspieler, Dramaturgen, Bühnenbildner, Kritiker. Von Christine Dössel und Marietta Piekenbrock unter Mitwirkung von Jean-Claude Kuner und C. Bernd Sucher. 2. Auflage. Deutscher Taschenbuch-Verlag, München 1999, ISBN 3-423-03322-3, S. 613.
- Kay Weniger: Das große Personenlexikon des Films. Die Schauspieler, Regisseure, Kameraleute, Produzenten, Komponisten, Drehbuchautoren, Filmarchitekten, Ausstatter, Kostümbildner, Cutter, Tontechniker, Maskenbildner und Special Effects Designer des 20. Jahrhunderts. Band 7: R – T. Robert Ryan – Lily Tomlin. Schwarzkopf & Schwarzkopf, Berlin 2001, ISBN 3-89602-340-3, S. 121 f.

## Filme über Schlingensief
- 1997: Freund! Freund! Freund! – 7 Tage Bahnhofsmission in Hamburg – Regie: Alexander Grasseck, Stefan Corinth[51]
- 1999: Scheitern als Chance – Die Partei Chance 2000 – Regie: Alexander Grasseck, Stefan Corinth[52]
- 2003: Ausländer raus! Schlingensiefs Container – Regie: Paul Poet
- 2005: Schlingensief und seine Filme – Regie: Frieder Schlaich
- 2009: Die Angst vor dem Fremden in mir – Regie: Sibylle Dahrendorf
- 2011: Die Bilder verschwinden automatisch und übermalen sich so oder so – Regie, Buch, Produzenten: Marcel Heuperman und Wojciech Zopoth
- 2012: Knistern der Zeit – Christoph Schlingensief und sein Operndorf in Burkina Faso Regie: Sibylle Dahrendorf[53]
- 2017: Chance 2000 – Abschied von Deutschland – Regie: Kathrin Krottenthaler, Frieder Schlaich
- 2020: Schlingensief – In das Schweigen hineinschreien – Regie: Bettina Böhler